# Hans Flury
Hans Albert Flury Royle (1 de junio de 1956) es un abogado peruano.

## Biografía
Ingresó a la Facultad de Derecho de la Pontificia Universidad Católica del Perú, en la cual obtuvo el título de Abogado en 1976. Realizó estudios de especialización en la Escuela Superior de Administración de Negocios, en la Universidad de Texas en Austin y en el Darden Graduate School of Business Administration de la Universidad de Virginia.
En 1972 ingresó a trabajar a Southern Perú Copper Corporation, empresa de la que fue Superintendente de Coordinación, Gerente de Servicios Técnicos y Director Legal.
Ha sido miembro del Estudio Ferrero y Socio del Estudio Rodrigo, Elías y Medrano, Abogados. 
Ha sido miembro del consejo directivo de la Confederación Nacional de Instituciones Empresariales Privadas (CONFIEP) y de la Sociedad Nacional de Industrias (SNI).
Fue Presidente del Comité de Exportadores Mineros de la Asociación de Exportadores (ADEX).
Es miembro del Consejo Directivo de la Sociedad Nacional de Minería, Petróleo y Energía, de la que también fue Presidente en los periodos 1997-1998 y 2009-2011.
Se ha desempeñado como profesor en la Universidad de Lima y en la Universidad Peruana de Ciencias Aplicadas.

## Ministro de Energía y Minas
El 25 de julio de 2003 fue nombrado como Ministro de Energía y Minas por el presidente Alejandro Toledo.
Renunció al ministerio en febrero de 2004.